# Brigitte Horn

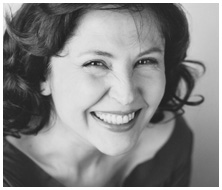
Brigitte Horn

Brigitte Horn (* 5. Dezember 1948 in München) ist eine deutsche Schauspielerin.

## Leben
Ihre Eltern stammen aus Prag.
Im Jahr 1973 wurde sie von dem Intendanten Kurt Meisel an das Münchner Residenztheater von einer Ballettschule weg engagiert.  Ihre erste Schauspielrolle dort war die Maria Concetta in der Uraufführung Familienbande von Thomas Valentin, Regie: Bernd Fischerauer. Seitdem spielte sie auf Bühnen des deutschsprachigen Raumes bis zum Jahr 2008.
Im Jahr 2008 trat sie mit ihrer letzten Rolle in der Uraufführung Heiliges Land von Mohamed Kacimi unter der Regie von Hansgünther Heyme als Alia auf.
Im gleichen Jahr bekam sie eine chronische Erkrankung und zog sich weitgehend aus dem aktiven Theaterleben zurück.
Sie hat einen Sohn und lebt in München.
2021 erschien ihr erster autobiographischer Erzählband.

## Auszug wichtiger Aufführungen
1974 wechselte sie an kleinere Bühnen, um den Beruf der Schauspielerin direkt auf der Bühne zu erlernen und spielte in Bremerhaven und Bielefeld bis 1979 die Rollen der sog. Jugendlichen Liebhaberin. 1979 trat sie ein Engagement am Staatstheater Stuttgart an. Ihre erste Rolle dort war die Eboli aus Don Carlos unter der Regie von Hansgünther Heyme. 1980 spielte sie hier u. a. unter der Regie von Günter Krämer in der Uraufführung des Stückes Die Villa von Tankred Dorst den Part des Fränzchen. Weiter spielte sie die Rolle des Narren aus Was ihr wollt, W. Shakespeare, und 1981 die der Lulu im gleichnamigen Theaterstück von Frank Wedekind und in dem Karl Valentin Abend "Der Weltuntergang" unter der Leitung von Peter Fischer.
1985–1987 folgte sie dem als Intendanten berufenen Heyme an das Grillo-Theater in Essen. Dort spielte sie unter seiner Regie die Polly aus Bertolt Brechts Dreigroschenoper, unter der Regie von Herbert König die Yerma aus Yerma von Federico García Lorca und die falsche Zofe in Die falsche Zofe. Ab 1990 trat sie erneut am Bayerischen Staatsschauspiel in mehreren Rollen auf, so in der Uraufführung des 2-Personen-Stücks Vom Umtausch ausgeschlossen unter der künstlerischen Leitung von P. Politz sowie in der Uraufführung des Theaterstückes Memmingen von Bettina Fless unter der Regie von Amélie Niermeyer. 1997 spielte sie die Rolle der Klytaimnestra in Elektra von Sophokles am Théâtre Vidy-Lausanne, Regie Hansgünther Heyme.
2000 führte sie Regie bei dem Stück Pit-Bull, Autor Lionel Spycher, in der Echtzeithalle, Kulturreferat München. Sie trat unter Heymes Regie an verschiedenen deutschsprachigen Theatern auf, 2001 als Smeraldina in Der Diener zweier Herren Theatre National du Luxembourg und Europäisches Festival Recklinghausen und andere Rollen.
2005 und 2006 spielte sie in der Uraufführung Pessach von Laura Forti die Rolle der Nora im Theatre National du Luxembourg und bei dem Europäisches Festival Recklinghausen.
2008 in Heiliges Land von M. Kacimi, Rolle: Alia.

## Tourneen
1999 Elektra von Sophokles, Rolle: Klytaimnestra, Regie: Hg. Heyme, Tourneetheater Landgraf

## Auszeichnungen
1987 bekam sie die Presse-Auszeichnung "Beste Schauspielerin des Jahres in Nordrhein/Westfalen", für die Rollen der Yerma von Lorca und der falschen Zofe von Marivaux in Essen.

## Veröffentlichungen
2003 Buchbesprechung über Bally Prell, NMZ Verlag, Heike Frey, Cornelie Müller: „Wer was versteht von Gemütlichkeit – die Vortragskünstlerin Bally Prell“, Dölling und Galitz Verlag, ISBN 3-935549-51-2
2021 veröffentlicht sie ihr erstes Buch "Die jugendliche Liebhaberin", den ersten Teil ihrer Theater-Biografie. ISBN 3-7549-1919-9.

## Deutsche Uraufführungen
- 1974 – Maria Concetta in Familienbande Thomas Valentin, Residenztheater München[4]
- 1980 – Fränzchen in Die Villa Tankred Dorst, Staatstheater Stuttgart[5]
- 1987 – Lenka in Passage von Christoph Hein, Theater & Philharmonie Essen, Grillo-Theater[6]
- 1990 – Die Frau im Zweipersonenstück Vom Umtausch ausgeschlossen von Eugen Ruge, Bayerisches Staatsschauspiel[7]
- 1991 – Memmingen von Bettina Fless, Residenztheater München[8]
- 2005 – Nora in Pessach von Laura Forti, Théâtre National du Luxembourg[9]
- 2008 – deutsche Erstaufführung: Alia in Heiliges Land von Mohamed Kacimi, Theater im Pfalzbau Ludwigshafen[10]